# Корба (приток Солоницы)
Корба — река в России, протекает по Нерехтскому району Костромской области. Устье реки находится в 63 км от устья реки Солоницы по правому берегу. Длина реки — 17 км, площадь водосборного бассейна — 77 км². В 1 км от устья принимает слева реку Палиндра.
Река берёт начало у деревни Аристово в 11 км к северо-востоку от города Нерехта. Генеральное направление течения — юг. На реке стоят деревни Пирогово, Володино, Александровка, Марьинское. Впадает в Солоницу чуть выше деревни Стоянково.

## Данные водного реестра
По данным государственного водного реестра России относится к Верхневолжскому бассейновому округу, водохозяйственный участок реки — Волга от Рыбинского гидроузла до города Кострома, без реки Кострома от истока до водомерного поста у деревни Исады, речной подбассейн реки — Волга ниже Рыбинского водохранилища до впадения Оки. Речной бассейн реки — (Верхняя) Волга до Куйбышевского водохранилища (без бассейна Оки).
Код объекта в государственном водном реестре — 08010300212110000011368.